# 岐秀元伯
岐秀元伯（生年不詳—1562年11月19日），是日本戰國時代中臨濟宗妙心寺派的禪僧。甲斐國甲府長禪寺住持。

## 概要
以悟溪宗頓為分派祖的東海派僧人。最初在尾張國瑞泉寺，師事於悟溪宗頓的法嗣大宗玄弘並獲得印可，法兄弟是以關東為教線的江南殊榮和鳳栖玄梁。天文21年（1552年）進入甲斐，被甲斐國守護武田信虎正室大井夫人招攬而進入西郡的長禪寺（古長禪寺）。
岐秀對信虎嫡男晴信（信玄）的養育有相當貢獻，在天文24年（1553年）長禪寺被允許移至設有城下町的甲府。
根據『高白齋記』中記載，在天文21年（1552年）在長禪寺舉行大井夫人的葬禮。在天文23年5月7日（1554年）擔任大井夫人三回忌的導師（『天正玄公佛事法語』）。
還有『甲陽軍鑑』記載，在天文21年2月12日（1552年）晴信出家之際，負責出家儀式並給予「機山信玄」的法名。